# 詹姆士庫克大學
詹姆士庫克大學（James Cook University；JCU）是一所位於澳大利亚汤斯维尔的公立研究型大學。该大学的主要研究领域包括海洋科学，生物多样性，热带生态系统的可持续管理，遗传学和基因组学，热带保健，旅游业和工程学。该大学在新加坡有一个直属校区，并实施与校本部相同的教育。

## 历史
建立於1970年，原為昆士蘭大學分校，後獨立。設立於熱帶地區的第一所大學，主校區在汤斯维尔；另有一多個分校區。設有7大學院：文學院、生化醫學和保健科學學院、商學院、教育學院、理工學院、法學院、科學院 。